# Villafranca d'Asti
Villafranca d'Asti is een gemeente in de Italiaanse provincie Asti (regio Piëmont) en telt 3041 inwoners (31-12-2004). De oppervlakte bedraagt 12,9 km², de bevolkingsdichtheid is 236 inwoners per km².
De volgende frazioni maken deel uit van de gemeente: S. Grato, Crocetta, Mondorosso, Castella.

## Demografie
Villafranca d'Asti telt ongeveer 1261 huishoudens. Het aantal inwoners steeg in de periode 1991-2001 met 2,6% volgens cijfers uit de tienjaarlijkse volkstellingen van ISTAT.
| Jaar | Inwoneraantal |
| ---- | ------------- |
| 1991 | 2867          |
| 2001 | 2942          |

## Geografie
De gemeente ligt op ongeveer 200 m boven zeeniveau.
Villafranca d'Asti grenst aan de volgende gemeenten: Baldichieri d'Asti, Cantarana, Castellero, Dusino San Michele, Maretto, Monale, Roatto, San Paolo Solbrito, Tigliole.